# Лазарев, Иван Петрович
Ива́н Петро́вич Ла́зарев (1763—1803) — русский генерал-майор, один из первых деятелей покорения Кавказа.

## Биография
Родился в 1763 году и происходил из дворян Казанской губернии. В 1775 году он начал свою службу капралом в лейб-гвардии Конном полку и в 1784 году был произведён в чин корнета.

### Русско-шведская война 1788—1790
В 1789 году он был уже в чине секунд-ротмистра и в рядах конной гвардии участвовал в войне со Швецией, по окончании которой в чине подполковника был переведён в новоформируемый Московский гренадерский полк.

### Кубань и Кавказ
29 февраля 1792 года подполковник Лазарев был назначен командиром 4-го батальона Кубанского егерского корпуса.
К этому времени относится знакомство Лазарева с 14-летним слобожанином П. С. Котляревским, которого он уговорил вступить в военную службу, определил в свой батальон сержантом, а через шесть лет его службы возвёл в офицеры, назначив своим адъютантом и был его покровителем и боевым воспитателем. Отличная боевая подготовка батальона, подвиги, оказанные при взятии Анапы и Дербента, обратили на Лазарева внимание высшего начальства, и когда в 1797 году началось преобразование Кавказского и Кубанского егерских корпусов в 17-й и 18-й егерские полки, Лазареву было поручено формирование последнего. За быстрое исполнение этого поручения Лазарев в том же году 8 октября был произведён в полковники и назначен шефом 18-го егерского полка, который стал называться его именем.

### Переход с войсками в Тифлис
20 августа 1798 года Лазарев был произведён в генерал-майоры и в 1799 году, когда царь Картли-Кахети Георгий XII Ираклиевич отдался в подданство России и просил императора Павла прислать в Тифлис русские войска для защиты его от нашествия кызылбашей и персов, отправлен туда со своим полком из Моздока, по личному избранию Государя. Переход через горы по Военно-Грузинской дороге в стужу и снежные метели был труден, но выполнен был блестяще. После 36-дневного похода Лазарев прибыл в Тифлис 20 ноября 1799 года и был торжественно встречен царём и всем населением царства. Здесь на долю Лазарева выпали тяжёлые заботы не только по охранению столицы Картли-Кахети и её царя, но и по устройству полка на новой стоянке.
В стране и в столице царила анархия, распоряжения царя не исполнялись, и полк терпел нужду в квартирах, топливе и продовольствии. Состоявший при Георгии XII полномочный министр статский советник П. И. Коваленский не только не оказывал содействия Лазареву, но всячески интриговал против него, боясь его влияния на слабовольного царя и домогаясь подчинения своей власти и русских войск. Не вмешиваясь в дела гражданского управления, Лазарев высоко держал честь русского имени в новой стране и скоро заслужил доверие и расположение Георгия XII; Коваленский же в 1800 году был отозван.
Подверженный длительной болезни царь Картли-Кахети Георгий XII Ираклиевич видел, что после его смерти царство сделается ареною всевозможных бедствий: он оставлял несколько взрослых сыновей от разных жен, и не мог заставить всех своих детей подчиниться которому бы то ни было из числа их, которого бы он назначил своим преемником. Несколько раз царевичи делали попытки восстать против царя, выделиться из царства с самостоятельным владением, но Лазарев успешно боролся с ними, частью переговорами, частью военными экспедициями, а иногда и небольшими военными стычками.
В конце того же 1800 года в Картли-Кахети вторгся 15-тысячным войском Омар-хан Аварский. Лазарев тотчас же выступил ему навстречу и на реке Иори вместе с грузинским ополчением нанёс ему решительное поражение. Наградой был командорский крест ордена Св. Иоанна Иерусалимского.
20 декабря 1800 года умер царь Георгий XII; Лазарев успел удержать всех царевичей от попыток захватить престол, выставляя необходимость дождаться решения императора Павла Петровича. 16 и 17 февраля 1801 года был торжественно провозглашен в присутствии Лазарева, сначала в грузинских, а потом в армянских церквах, манифест о присоединении Грузии к России. По словам Лазарева население встретило манифест с живейшим восторгом; сочувствовали этому и некоторые знатные фамилии; но представители царского дома были очень недовольны и, скрывая свои чувства, втайне готовили смуту.

### Гибель от руки царицы
Под благовидными предлогами Лазарев ловко успел удалить из Грузии всех сыновей покойного царя; мало-помалу они выехали в Россию. Дольше всех противилась требованию оставить Грузию вдова царя, царица Мариам Георгиевна. Вечером 18 апреля 1803 года И. П. Лазарев получил известие, что царица решила бежать из Тифлиса. Лазарев получил приказ генерала П. Д. Цицианова (который по иронии судьбы являлся дальним родственником царицы) немедленно взять Мариам под стражу и вывезти в Петербург. На следующее утро после отдачи приказа, 19 апреля 1803 года, русские солдаты во главе с Лазаревым окружили Тбилисский дворец, где жила Мариам. Войдя в 6 часов утра в царские покои, где сидела бывшая царица в окружении спящих детей, генерал через переводчика имел продолжительное объяснение, объявил о том, что ей предстоит отправиться в Санкт-Петербург, и потребовал немедленно разбудить детей и вывести их во двор. Однако Мария отказалась будить спящих детей. Лазарев шагнул к тахте, на которой она сидела, и протянул ей руку, но царица мгновенно вскочила, схватила висевший на стене кинжал и нанесла Лазареву колотый удар, после чего бросила окровавленное оружие ему на лицо со словами: «Такую смерть заслуживает тот, кто к моему несчастью добавляет ещё и неуважительное ко мне отношение». Лазарев, не добежав до двери, упал мертвым. С. А. Тучков утверждал, что «все предложения генерала Лазарева делаемы были царице с некоторого рода насмешкой и недовольным уважением». Население пришло в ужас, ожидая страшного мщения со стороны русского правительства; генерал князь Цицианов не сразу мог успокоить жителей. 22 апреля состоялись торжественные похороны Лазарева в тифлисском Сионском соборе.
С. А. Тучков в своих записках о Кавказе дал следующую характеристику генерала Лазарева: «Лазарев получил довольно хорошее воспитание, обладал сведениями и опытностью в делах военных. Он был довольно храбр, честен и добр, но имел нечто в характере своём, что многим не нравилось. Он был слишком подозрительным, при том не в меру унижал себя перед начальниками, чего взаимно требовал и от подчинённых. Старался не принадлежащие ему части дел подчинить себе, мешался иногда в оные, не терпел тех, кому таковые в особенности были поручены. Поэтому он имел много неприятностей, что было отчасти причиной печальной его кончины».